# Streptocephalus wirminghausi
Streptocephalus wirminghausi är en kräftdjursart som beskrevs av Hamer 1994. Streptocephalus wirminghausi ingår i släktet Streptocephalus och familjen Streptocephalidae. Inga underarter finns listade i Catalogue of Life.